# 松尾美佑
松尾 美佑（まつお みゆ、2004年〈平成16年〉1月3日 - ）は、日本のアイドルであり、女性アイドルグループ乃木坂46のメンバーである。千葉県出身。乃木坂46合同会社所属。

## 略歴
2004年（平成16年）1月3日生まれ。
中学では3年間チアリーディング部に所属していた。
2018年（平成30年）8月19日、『坂道合同新規メンバー募集オーディション』に合格。同年11月29日、当初乃木坂46の4期生として配属される予定だったが、学業優先のため辞退すると発表された。
2019年（令和元年）9月7日、坂道研修生の公式サイトがオープンし、プロフィールが掲載された。研修生ツアーでは「NO WAR in the future」のセンターを務めた。
2020年（令和2年）2月16日、SHOWROOM配信で乃木坂46への配属が発表された。松尾は坂道研修生から同時に乃木坂46へ配属となった、黒見明香、佐藤璃果、林瑠奈、弓木奈於と共に、乃木坂46「新4期生」と位置付けられ、2018年から既に4期生として活動していたメンバーら11名に合流する形となった。2月21日から24日にかけてナゴヤドームで開催された乃木坂46「8th YEAR BIRTHDAY LIVE」の最終日において、松尾ら新4期生のお披露目が行われた。
2021年（令和3年）3月16日、同年4月2日放送開始のラジオ番組『ベルク presents 乃木坂46の乃木坂に相談だ!』（TOKYO FM）に同じ4期生の清宮レイとともにレギュラー出演することが発表された。同年6月24日放送の『突破ファイル』（日本テレビ）の再現ドラマに出演した。
同年9月6日よりモバイルメールがスタート。
2022年（令和4年）3月に高等学校を卒業。4月より大学に進学したことを自身の公式ブログ内で発表した。
2023年（令和5年）2月19日、同年3月29日発売の32ndシングル『人は夢を二度見る』で初の選抜入りが発表された。同年8月23日発売の33rdシングル『おひとりさま天国』に収録されるアンダー曲「踏んでしまった」で自身初のセンターを務めた。同年9月29日から10月1日に横浜アリーナで開催された『33rdSGアンダーライブ』では座長を務めた。
グループのなかでも、トップレベルのダンス・スキルを誇り、過去30thシングルのアンダーライブで、和田まあやが「アンダーキャプテン」に就任していたが、35thシングル『チャンスは平等』のアンダーライブにおいて、グループ史上初となる「アンダーライブキャプテン」の肩書がついた。
2024年12月3日、7年ぶりに開催される2025年1月13日に放送予定の『SASUKE』（TBS）の姉妹番組『KUNOICHI』（TBS）への出演が発表された。

## 人物
愛称は、みゆちゃん。名前の由来は、母が顔を見て「あ、みゆだ」と思ったから。
小さい頃からの夢はテーマパークのキャスト。もともとアイドルにはほとんど興味はなかったが、欅坂46（現櫻坂46）ファンの親友からミュージック・ビデオを見させてもらい、チアダンス部の経験を活かして見よう見まねでダンスを踊っていた。その様子を見ていた友達からオーディションを薦められ、手ほどきを受けながら、坂道合同オーディションに応募した。
小さい頃の夢と現在のアイドルという仕事の共通点として、笑顔を届けるという点で自分の中で一貫性があると語っている。
ラジオ番組で話すのが好きで、メンバーがラジオ収録に参加できない際の代打出演も多い。

### 嗜好
好きな食べ物は梨、ブリ、干し芋など。食器やカトラリー集めが好き。好きな映画は『ファミリー・ゲーム/双子の天使』。実家に全巻あったことからメンバーのなかでは珍しく『スラムダンク』についても詳しい。いつかやってみたいことにMV制作をあげている。

### 特技
特技はバク転などのタンブリング。同期で卒業生の北川悠理の声真似が得意で、『ノギザカスキッツ』（日本テレビ）や『乃木坂工事中』（テレビ愛知）で度々披露している。30thシングル『好きというのはロックだぜ!』に収録された『夢を見る筋肉』の参加メンバーとなった際、ライブパフォーマンスのためにドラムを習得した。その後も「34thSG アンダーライブ」において、ドラム経験者の小川彩や中西アルノとともにトリプルドラムセッションを披露した。

### 乃木坂46
好きなメンバーは生田絵梨花、秋元真夏、梅澤美波。好きな曲は「裸足でSummer」。好きな振付は「インフルエンサー」、「シンクロニシティ」。サイリウムカラーはターコイズと白。3期生の佐藤楓とは公私ともに仲がよく、たびたび旅行に出かけたりしている。5期生の中西アルノとは同じ小学校に通っており（中西が1学年上）、図書委員をしていた。

### 坂道合同オーディション合格後
2018年11月に4期生として配属される予定だったが学業優先のため活動を辞退すると発表された。2020年2月、乃木坂46への配属が決定。発表当初は学業優先のためとしていたが『EX大衆』（双葉社）同年10月号の田村真佑との対談では「乃木坂46としての活動が不安になった」と吐露している。同じ坂道合同オーディションを受けた日向坂46の髙橋未来虹と森本茉莉に背中を押されたことが研修生として活動するきっかけのひとつとなり、研修生の活動を経て、前述の乃木坂46配属となった。研修生時代について、初選抜時の雑誌インタビューで次のように述懐している。
```
私にとって研修生としての時期は大切な思い出ですし、今、自分が心からお仕事を楽しんでできているのも研修生の時期があったからこそだと思っています。
```

## 作品

### シングル
乃木坂46
- 世界中の隣人よ（2020年5月25日）[45]
- Out of the blue（2021年1月27日、SRCL-11686/7） - EAN 4547366487282。
- 猫舌カモミールティー（2021年6月9日、SRCL-11844） - EAN 4547366507300。
- マシンガンレイン（2021年9月22日、SRCL-11880/1） - EAN 4547366522303。
- もしも心が透明なら（2021年9月22日、SRCL-11882/3） - EAN 4547366522310。
- 他人のそら似（2021年9月22日、SRCL-11888） - EAN 4547366522334。
- 届かなくたって…（2022年3月23日、SRCL-12104/5） - EAN 4547366549072。
- Under's Love（2022年8月31日、SRCL-12210/8） - EAN 4547366571950。
- ジャンピングジョーカーフラッシュ（2022年8月31日、SRCL-12212/3） - EAN 4547366571967。
- 夢を見る筋肉（2022年8月31日、SRCL-12218） - EAN 4547366571981。
- 悪い成分（2022年12月7日、SRCL-12330/8） - EAN 4547366590166。
- 人は夢を二度見る（2023年3月29日、SRCL-12480/8） - EAN 4547366607307。
- 僕たちのサヨナラ（2023年3月29日、SRCL-12480/8） - EAN 4547366607307。
- 踏んでしまった（2023年8月23日、SRCL-12620/8） - EAN 4547366626612。
- 命の冒涜（2023年8月23日、SRCL-126268） - EAN 4547366626650。
- 思い出が止まらなくなる（2023年12月6日、SRCL-12630/8） - EAN 4547366650990。
- 助手席をずっと空けていた（2023年12月6日、SRCL-12730/1） - EAN 4547366650990。
- 車道側（2024年4月10日、SRCL-12850/8） - EAN 4547366669053。
- 落とし物（2024年8月21日、SRCL-12950/1） - EAN 4547366693973。
- Keep in touch（2024年8月21日、SRCL-12956/7） - EAN 4547366694017。
- それまでの猶予（2024年12月18日、SRCL-13078） - EAN 4547366716610。
- 懐かしさの先（2025年2月3日）
- 交感神経優位（2025年3月26日、SRCL-13220/1） - EAN 4547366731125。
- 不道徳な夏（2025年7月30日、SRCL-13374/5） - EAN 4547366755992。
- 君と猫（2025年7月30日、SRCL-13378） - EAN 4547366756005。

### アルバム
- Time flies（2021年12月15日、SRCL-12020/30） - EAN 4547366534184。

### 映像作品
- 乃木坂46 8th YEAR BIRTHDAY LIVE 2020.2.21-24 NAGOYA DOME（2020年12月23日） - EAN 4547366482812。
- ノギザカスキッツ 第1巻（2021年1月8日） - EAN 4988021718264, EAN 4988021140508。
- NOGIZAKA46 Mai Shiraishi Graduation Concert 〜Always beside you〜（2021年3月10日） - EAN 4547366491104。
- ノギザカスキッツ 第2巻（2021年4月2日） - EAN 4988021718271, EAN 4988021140515。
- ノギザカスキッツACT2 第1巻（2021年7月30日） - EAN 4988021718608, EAN 4988021140829。
- ノギザカスキッツACT2 第2巻（2021年10月22日） - EAN 4988021718615, EAN 4988021140836。
- 乃木坂スター誕生! 第1巻（2022年1月14日） - EAN 4988021718738, EAN 4988021140980。
- 乃木坂スター誕生! 第2巻（2022年4月22日） - EAN 4988021718745, EAN 4988021140997。
- 乃木坂46 9th YEAR BIRTHDAY LIVE 5DAYS（2022年6月8日） - EAN 4547366541441, EAN 4547366541465。
- 乃木坂スター誕生!2 第1巻（2022年7月22日） - EAN 4988021718974, EAN 4988021141550。
- 乃木坂スター誕生!2 第2巻（2022年10月28日） - EAN 4988021718981, EAN 4988021141567。
- 乃木坂46 真夏の全国ツアー2021 FINAL! IN TOKYO DOME（2022年11月16日） - EAN 4547366576009, EAN 4547366576016。
- 乃木坂46 10th YEAR BIRTHDAY LIVE（2023年2月22日） - EAN 4547366594324, EAN 4547366594447。
- さ〜ゆ〜Ready?さゆりんご軍団ライブ/松村沙友理 卒業コンサート（2023年4月26日）[46]
- 生田絵梨花 卒業コンサート（2023年4月26日）[46]
- NOGIZAKA46 ASUKA SAITO GRADUATION CONCERT（2023年10月25日） - EAN 4547366631012, EAN 4547366631098。
- 乃木坂46 11th YEAR BIRTHDAY LIVE 5DAYS（2024年2月21日） - EAN 4547366660128, EAN 4547366660135。
- MIZUKI YAMASHITA GRADUATION CONCERT（2024年10月2日） - EAN 4547366701180, EAN 4547366701227。
- 乃木坂46 12th YEAR BIRTHDAY LIVE（2025年2月12日） - EAN 4547366722253。

## 出演

### テレビ番組
- KUNOICHI 2025（2025年1月13日、TBS）[47]

### ラジオ
- ベルク presents 乃木坂46の乃木坂に相談だ!（2021年4月2日 - 、TOKYO FM）パーソナリティ[48]